# Jill Adler
Jillian Beryl Adler née Smidt (Joanesburgo, 31 de janeiro de 1951) é uma matemática sul-africana, professora de educação matemática na Universidade de Witwatersrand e presidente da Comissão Internacional de Instrução Matemática (2017 - 2020).
Foi palestrante convidada do Congresso Internacional de Matemáticos em Hyderabad (2010: Professional Knowledge Matters in Mathematics Theaching).

### Premiações
Jill Adler recebeu a Medalha Hans Freudenthal em 2015, uma das principais medalhas concedidas pela Comissão Internacional de Instrução de Matemática (ICMI). A premiação é concedida bienalmente, reconhecendo o mérito de pesquisas na área da educação matemática. Jill Adler foi a sétima pesquisadora a receber essa medalha, impulsionando o crescimento da disciplina de educação matemática.

### O trabalho desenvolvido na África do Sul
O trabalho de Adler desenvolveu na África do Sul se baseou numa forte determinação em abordar as lacunas existentes na educação matemática, especialmente as relacionadas com o aprimoramento dos professores. Seus estudos são vanguardistas, contribuindo para áreas críticas locais e regionais.
Adler começou sua carreira como professora de matemática de ensino médio e, durante vários anos, desenvolveu materiais de aprendizagem em matemática para jovens e adultos que foram excluídos do processo de aprendizagem devido ao regime do Apartheid.
Em 1980, ela se tornou formadora de professores e, em 1996, concluiu seu doutorado em ensino e aprendizagem de matemática em salas de aula multilíngues. Seu trabalho foi pioneiro, destacando-a como uma das principais pesquisadoras em educação matemática. A abordagem que Adler fez foi sensível ao contextos e desafios enfrentados na África do Sul, onde as questões linguísticas são complexas, pois, além das línguas oficialmente reconhecidas, é comum, em escolas urbanas e semi-urbanas, encontrar variações linguísticas diferentes em uma única sala de aula. 

Nesse sentido, os estudos de Adler evidenciaram o desafio enfrentado por professores de matemática em ambientes multilíngues: além da responsabilidade pela aprendizagem da matemática prevista no currículo, havia, ainda, a responsabilidade pela aprendizagem da língua inglesa. As perspectivas teóricas apresentadas se tornaram muito úteis para subsequentes pesquisadores, avançando-se na compreensão do campo da educação matemática.